# لازار روسیچ
لازار روسیچ (سیریلیک صربی: Лазар Росић؛ زادهٔ ۲۹ ژوئن ۱۹۹۳) بازیکن فوتبال اهل صربستان است.
از باشگاه‌هایی که در آن بازی کرده‌است می‌توان به باشگاه فوتبال وویوودینا، باشگاه فوتبال موریرنز، باشگاه ورزشی براگا، و باشگاه فوتبال رادنیشکی نیش اشاره کرد.
وی همچنین در تیم ملی فوتبال زیر ۲۱ سال صربستان بازی کرده‌است.

## دوران باشگاهی

### سال‌های اولیه
روسیچ که در کراگویواتس به دنیا آمد، برای باشگاه‌های شهر خود یعنی رادنیچکی کراگویواچ، اف کی رادنیچکی نیش و اف بازی کرد.

### براگا
در ژوئن ۲۰۱۶، او با قراردادی ۵ ساله با مبلغ ۷۵۰۰۰۰ یورو به براگا از لیگ برتر فوتبال پرتغال رفت.
روسیچ اولین بازی خود را برای براگا در افتتاحیه لیگ، در ۱۴ اوت ۲۰۱۶، در برد ۱–۰ مقابل ویتوریا گیمارش انجام داد.در ۱۹ سپتامبر، او اولین گل خود را در باخت ۳–۱ مقابل بنفیکا زد.

### ناسیونال
در دسامبر ۲۰۱۸، روسیچ که برای کل فصل استفاده نشده‌بود به تیم ناسیونال در یک سطح پایین‌تر قرض داده شد. در اولین بازی خود در ۷ ژانویه، به دنبال چالشی که با لوکاس فرانچا داشت، در بیمارستان بستری شد.اما برای بازی بعدی مقابل بلننسش بازگشت.

### موریرنز
در ۲۸ ژوئیه ۲۰۱۹، روسیچ قراردادی سه ساله با موریرنز امضا کرد و براگا نیمی از حقوق اقتصادی خود را حفظ کرد.